# Yosakoi Soran

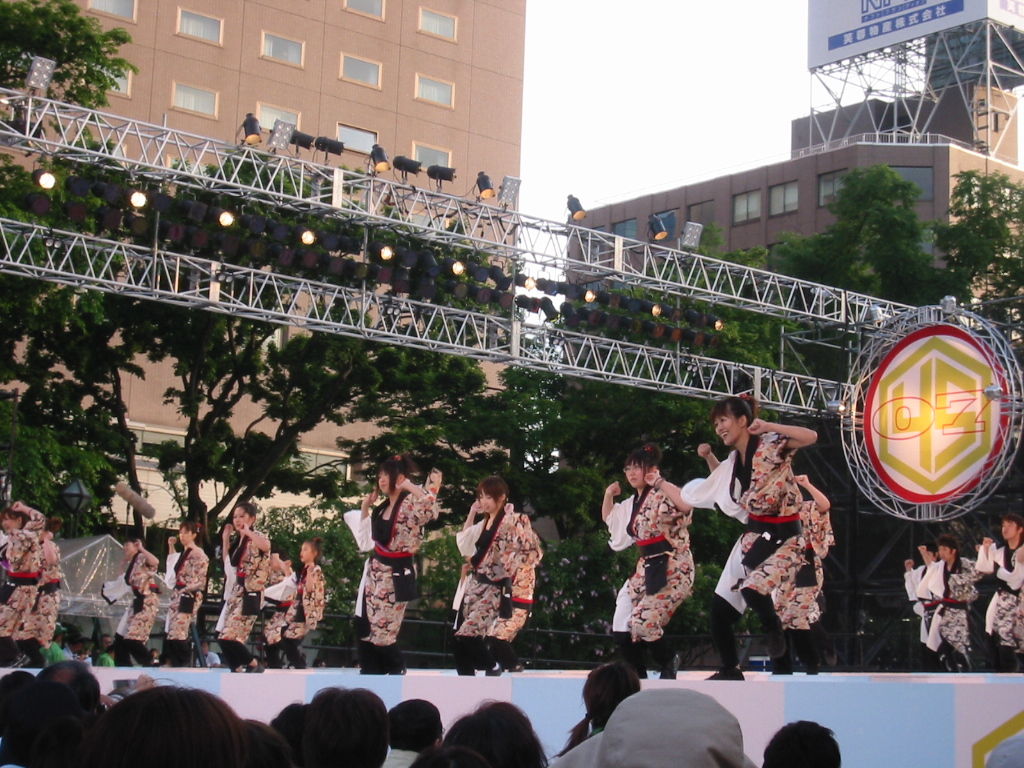
Grupo de Yosakoi Soran se apresentando no festival de Sapporo.

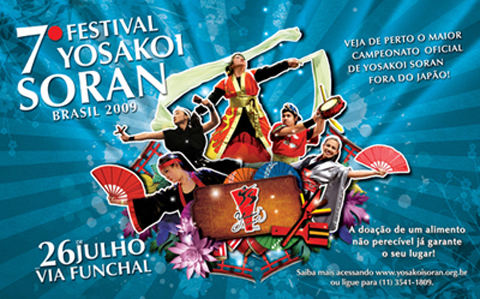
7º Festival Yosakoi Soran, realizada na Via Funchal em São Paulo - SP

Yosakoi é um estilo de dança japonesa, criada a partir do Yosakoi, misturado com o Soran-bushi.

## História
Em 1992, um grupo de universitários ficou tão impressionado com a dança Yosakoi que levou essa tradição para Hokkaido (a ilha ao extremo norte do Japão). Ali, eles misturaram o Yosakoi com o Soran-bushi, que simboliza os costumes dos pescadores. O Festival de Yosakoi Soran tornou-se o principal evento de verão de Hokkaido, reunindo mais de 375 equipes com mais de 40 mil dançarinos na capital Sapporo.
O Yosakoi Soran chegou ao Brasil através do empresário Hideaki Iijima, da Soho Cabeleireiros, que realizou, em 2003, o 1º Festival de Yosakoi Soran no Brasil no Grande Auditório da Sociedade Brasileira de Cultura Japonesa e de Assistência Social, contando com a participação de 12 grupos. Na sua 2ª versão, conseguiu reunir mais de 20 grupos no Ginásio do Ibirapuera. Os 3º, 4°, 5º, 6º, 7º, 8° e 9º Festivais foram realizados no Via Funchal.
Grupos Vencedores do Grand Prix (prêmio máximo):
- 2003: Não teve caráter competitivo
- 2004: Balé Yuba
- 2005: Grupo Sansey
- 2006: Grupo Sansey
- 2007: Grupo Sansey
- 2008: Heisei Naruko Kai
- 2009: Grupo Sansey
- 2010: Grupo Sansey
- 2011: Grupo Sansey
- 2012: Grupo Saikyou
- 2013: Grupo Seishun
- 2014: Grupo Sansey
- 2015: Grupo Sansey
- 2018: Não teve caráter competitivo

O Grupo Sansey, de Londrina, Paraná, consagrou-se campeão máximo do Festival Yosakoi Soran Brasil pela oitava vez (em 2015), sendo o único grupo brasileiro a conquistar o mesmo título mais de uma vez. O Grupo Sansey representou o país em junho de 2008 no Yosakoi Soran Festival, em Sapporo (Japão), em comemoração ao centenário da imigração japonesa no Brasil. Em 2012 participou novamente do Yosakoi Soran Festival, em Sapporo, porém como grupo competidor. 

## Grupos de Yosakoi Soran no Brasil
- São Paulo: AME Kids - Anbim - Aoi Tori - Asuka - Balé Yuba - Bastos Fujinkai - Dai Iti Aliança no Tikara - Escola Japonesa de Biritiba Mirim - Hanabi Soran - Heisei Naruko Kai - Heisei Naruki Kids - Ishin Yosakoi Soran Group - Kaizen Yosakoi Soran (A.C.E.N.B. São Carlos   ) - Kodomo-Kai de Interlagos - Kotobuki Group - Minbu Sara Odori - Ribeirão Preto Yosakoi Soran (Tsubasa Soran Group) - Shiawasse Soran - Shinsei ACAL/ Liberdade - Tomodachi de Birigui - Zenshin Nipo Campinas - KITSUME Yosakoi Soran

- Paraná: Mugen - Mugen Master - Sansey - Saikyou - Odoriwakai - Wakaba Curitiba

- Pará: Shinsekai - Yui Soran - Taiyou

- Brasília: Kishouraku

- Amazonas: Fuugakazan Soran (atualmente com as atividades encerradas)

- Mato Grosso do Sul: Seishun - Seishun Kids

- Ceará: Yōsai Sōran
- Rondônia: Bikouran Daiko.

## Ligação externa
- Taiyou
- Yosakoi Soran
- Ishin Yosakoi Soran
- Odoriwakai Yosakoi Soran
- Grupo Wakaba - Yosakoi Soran
- Grupo Shinsekai
- Shinsei-ACAL
- Grupo Sansey
- Grupo Fuugakazan
- Grupo Saikyou Yosakoi Soran da Acema
- A.C.E.N.B. São Carlos
- Yui Soran